# Мужская Лига чемпионов ЕКВ 2018/2019
19-й розыгрыш мужской Лиги чемпионов ЕКВ (60-й с учётом Кубка европейских чемпионов) проходил с 9 октября 2018 по 18 мая 2019 года с участием 34 клубных команд из 21 страны-члена Европейской конфедерации волейбола. Победителем турнира во 2-й раз в своей истории стала итальянская команда «Кучине-Лубе» (Чивитанова-Марке).

## Система квалификации
Розыгрыш Лиги 2018/2019 годов состоял из квалификационного раунда и основного турнира (групповой этап и плей-офф). Заявить по одной команде в квалификационный раунд получили возможность все страны-члены Европейской конфедерации волейбола. В квалификации разыгрывались 2 путёвки в групповой этап. 18 команд получили места в групповом этапе минуя квалификацию. Эти 18 мест распределены по рейтингу ЕКВ на 2019 год, учитывающему результаты выступлений клубных команд стран-членов ЕКВ в Лиге чемпионов на протяжении трёх сезонов (2015/2016—2017/2018). Согласно ему прямое представительство в Лиге получили клубы из 8 стран: Италия, Россия, Польша (все по 3 команды), Турция, Германия, Бельгия (все по 2 команды), Франция, Словения, Греция (все по 1 команде). После отказа от участия представителя Греции вакантное место было передано Чехии.
Возможностью заявить по одной команде в квалификационный раунд воспользовались 16 стран: Турция, Германия, Бельгия, Франция, Греция, Австрия, Сербия, Болгария, Финляндия, Нидерланды, Белоруссия, Босния и Герцеговина, Хорватия, Испания, Венгрия, Норвегия.

## Команды-участницы

### Основной турнир
| Страна   | Команда                                |                                     |
| -------- | -------------------------------------- | ----------------------------------- |
| Италия   | «Сир Сафети» (Перуджа)                 | Чемпион Италии 2018                 |
| Италия   | «Кучине-Лубе» (Чивитанова-Марке)       | 2-й призёр чемпионата Италии 2018   |
| Италия   | «Азимут» (Модена)                      | 3-й призёр чемпионата Италии 2018   |
| Россия   | «Зенит» (Казань)                       | Чемпион России 2018                 |
| Россия   | «Зенит» (Санкт-Петербург)              | 2-й призёр чемпионата России 2018   |
| Россия   | «Динамо» (Москва)                      | 3-й призёр чемпионата России 2018   |
| Польша   | «Скра» (Белхатув)                      | Чемпион Польши 2018                 |
| Польша   | ЗАКСА (Кендзежин-Козле)                | 2-й призёр чемпионата Польши 2018   |
| Польша   | «Трефль» (Гданьск)                     | 3-й призёр чемпионата Польши 2018   |
| Турция   | «Халкбанк» (Анкара)                    | Чемпион Турции 2018                 |
| Турция   | «Аркас» (Измир)                        | 2-й призёр чемпионата Турции 2018   |
| Германия | «Берлин Рециклинг» (Берлин)            | Чемпион Германии 2018               |
| Германия | «Фридрихсхафен» (Фридрихсхафен)        | 2-й призёр чемпионата Германии 2018 |
| Германия | «Юнайтед Воллейс» (Франкфурт-на-Майне) | по итогам квалификации              |
| Бельгия  | «Гринъярд» (Маасейк)                   | Чемпион Бельгии 2018                |
| Бельгия  | «Кнак» (Руселаре)                      | 2-й призёр чемпионата Бельгии 2018  |
| Франция  | «Тур» (Тур)                            | Чемпион Франции 2018                |
| Франция  | «Шомон» (Шомон)                        | по итогам квалификации              |
| Словения | «АКХ Воллей» (Любляна)                 | Чемпион Словении 2018               |
| Чехия    | «Карловарско» (Карловы Вары)           | Чемпион Чехии 2018                  |

### Квалификация
| Страна               | Команда                                |                                     |
| -------------------- | -------------------------------------- | ----------------------------------- |
| Турция               | «Истанбул Бююкшехир» (Стамбул)         | 3-й призёр чемпионата Турции 2018   |
| Германия             | «Юнайтед Воллейс» (Франкфурт-на-Майне) | 3-й призёр чемпионата Германии 2018 |
| Бельгия              | «Линдеманс» (Алст)                     | 3-й призёр чемпионата Бельгии 2018  |
| Франция              | «Шомон» (Шомон)                        | 2-й призёр чемпионата Франции 2018  |
| Греция               | ПАОК (Салоники)                        | 2-й призёр чемпионата Греции 2018   |
| Австрия              | «Посойильница» (Блайбург)              | Чемпион Австрии 2018                |
| Сербия               | «Войводина» (Нови-Сад)                 | Чемпион Сербии 2018                 |
| Болгария             | «Нефтохимик» (Бургас)                  | Чемпион Болгарии 2018               |
| Финляндия            | «Леворанта» (Састамала)                | Чемпион Финляндии 2018              |
| Нидерланды           | «Ликургус» (Гронинген)                 | Чемпион Нидерландов 2018            |
| Белоруссия           | «Шахтёр» (Солигорск)                   | Чемпион Белоруссии 2018             |
| Босния и Герцеговина | «Младост» (Брчко)                      | Чемпион Боснии и Герцеговины 2018   |
| Хорватия             | «Младост» (Загреб)                     | Чемпион Хорватии 2018               |
| Испания              | «Теруэль» (Теруэль)                    | Чемпион Испании 2018                |
| Венгрия              | «Ведьеш» (Казинцбарцика)               | Чемпион Венгрии 2018                |
| Норвегия             | «Викинг» (Берген)                      | Чемпион Норвегии 2018               |

## Система проведения розыгрыша
С квалификационного раунда в розыгрыше участвовали 16 команд. Во всех стадиях квалификации (всего три) применяется система плей-офф, то есть команды делятся на пары и проводят между собой по два матча с разъездами. Победителем пары выходит команда, одержавшая две победы. В случае равенства побед победителем становится команда, набравшая в рамках двухматчевой серии большее количество очков (за победу 3:0 и 3:1 даётся 3 очка, за победу 3:2 — 2 очка, за поражение 2:3 — 1, за поражение 1:3 и 0:3 очки не начисляются). Если обе команды при этом набрали одинаковое количество очков, то назначается дополнительный («золотой») сет, победивший в котором выходит в следующий раунд соревнований. Команды, победившие в матчах 3-го раунда квалификации вышли в основной турнир Лиги. Команды не прошедшие квалификацию получили возможность стартовать в розыгрыше Кубка ЕКВ.
Основной турнир состоит из предварительного этапа и плей-офф. На предварительном этапе 20 команд-участниц разбиты на 5 групп. В группах команды играют с разъездами в два круга. Приоритетом при распределении мест в группах является общее количество побед, затем число набранных очков, соотношение выигранных и проигранных партий, соотношение мячей, результаты личных встреч. За победы со счётом 3:0 и 3:1 команды получают по 3 очка, за победы 3:2 — по 2 очка, за поражения 2:3 — по 1 очку, за поражения 0:3 и 1:3 очки не начисляются. В четвертьфинал плей-офф выходят победители групп и три команды из пяти, имеющие лучшие показатели среди занявших вторые места. 
8 команд-участниц четвертьфинала плей-офф делятся на пары и проводят между собой по два матча с разъездами. Победителем пары выходит команда, одержавшая две победы. В случае равенства побед победителем становится команда, набравшая в рамках двухматчевой серии большее количество очков, система начисления которых аналогична применяемой на предварительном этапе и в квалификации. Если обе команды при этом набрали одинаковое количество очков, то назначается дополнительный («золотой») сет, победивший в котором выходит в полуфинал. Система полуфинала плей-офф аналогично четвертьфиналу. Победители полуфинальных пар выходят в финал.
Финал состоит из одного матча, который будет проведён на нейтральной поле. 
Жеребьёвка предварительного этапа основного турнира прошла в Будапеште 2 ноября 2018 года . По её результатам были сформированы 5 групп предварительного этапа основного турнира (в таблицах приведён состав групп с учётом результатов квалификации).
| Группа A                                                                              | Группа B                                                                                        | Группа С                                                             |
| ------------------------------------------------------------------------------------- | ----------------------------------------------------------------------------------------------- | -------------------------------------------------------------------- |
| «Зенит» Казань «Халкбанк» Анкара «Кнак» Руселаре «Юнайтед Воллейс» Франкфурт-на-Майне | «Кучине-Лубе» Чивитанова-Марке «Азимут» Модена ЗАКСА Кендзежин-Козле «Карловарско» Карловы Вары | «Зенит» Санкт-Петербург «Фридрихсхафен» «АКХ Воллей» Любляна «Шомон» |

| Группа D                                                                      | Группа E                                                 |
| ----------------------------------------------------------------------------- | -------------------------------------------------------- |
| «Скра» Белхатув «Трефль» Гданьск «Берлин Рециклинг» Берлин «Гринъярд» Маасейк | «Сир Сафети» Перуджа «Динамо» Москва «Аркас» Измир «Тур» |

## Квалификация

### 1-й раунд
8-11/ 16-17.10.2018
 «Младост» (Брчко) —  «Нефтохимик» (Бургас)
10 октября. 1:3 (17:25, 20:25, 26:24, 23:25).
16 октября. 1:3 (21:25, 19:25, 25:19, 16:25).
 «Младост» (Загреб) —  «Войводина» (Нови-Сад)
9 октября. 2:3 (21:25, 21:25, 27:25, 25:20, 12:15).
17 октября. 1:3 (23:25, 25:21, 21:25, 26:28).
 «Викинг» (Берген) —  «Шомон»
9 октября. 0:3 (22:25, 12:25, 21:25).
17 октября. 0:3 (15:25, 20:25, 8:25).
 «Теруэль» —  «Линдеманс» (Алст) 
9 октября. 3:0 (25:20, 25:22, 25:17).
17 октября. 0:3 (32:34, 21:25, 21:25). «Золотой» сет — 15:7.
 «Ликургус» (Гронинген) —  «Посойильница» (Блайбург)
11 октября. 1:3 (24:26, 22:25, 25:23, 18:25).
17 октября. 3:2 (25:20, 24:26, 19:25, 25:19, 17:15).
 «Шахтёр» (Солигорск) —  «Юнайтед Воллей» (Франкфурт-на-Майне)
10 октября. 0:3 (21:25, 22:25, 20:25).
17 октября. 3:2 (21:25, 21:25, 25:19, 25:18, 21:19).
 «Леворанта» (Састамала) —  «Истанбул Бююкшехир» (Стамбул)
10 октября. 2:3 (25:22, 19:25, 25:16, 21:25, 15:17).
17 октября. 1:3 (23:25, 19:25, 25:23, 16:25).
 «Ведьеш» (Казинцбарцика) —  ПАОК (Салоники)
8 октября. 2:3 (18:25, 27:25, 30:28, 19:25, 13:15).
17 октября. 0:3 (16:25, 12:25, 19:25).

### 2-й раунд
23-24/ 30-31.10.2018
 «Нефтохимик» (Бургас) —  «Войводина» (Нови-Сад)
24 октября. 2:3 (25:20, 25:22, 20:25, 19:25, 11:15).
31 октября. 0:3 (17:25, 22:25, 22:25).
 «Теруэль» —  «Шомон»
23 октября. 3:2 (24:26, 25:20, 20:25, 25:22, 15:11).
30 октября. 0:3 (16:25, 22:25, 20:25).
 «Юнайтед Воллейс» (Франкфурт-на-Майне) —  «Посойильница» (Блайбург) 
23 октября. 3:0 (25:21, 25:21, 25:21).
31 октября. 2:3 (25:20, 25:17, 18:25, 15:25, 13:15).
 ПАОК (Салоники) —  «Истанбул Бююкшехир» (Стамбул) 
24 октября. 3:2 (25:20, 25:13, 19:25, 22:25, 15:11).
31 октября. 2:3 (25:21, 22:25, 25:21, 22:25, 12:15). «Золотой» сет — 15:13.

### 3-й раунд
7/ 13.11.2018
 «Шомон» —  «Войводина» (Нови-Сад) 
7 ноября. 3:0 (25:22, 25:16, 25:23).
13 ноября. 3:0 (25:23, 25:23, 25:17).
 ПАОК (Салоники) —  «Юнайтед Воллейс» (Франкфурт-на-Майне)
7 ноября. 0:3 (25:27, 17:25, 21:25).
13 ноября. 1:3 (17:25, 17:25, 25:21, 25:27).

### Итоги
2 победителя 3-го раунда квалификации («Шомон» и «Юнайтед Воллейс») вышли в основной турнир Лиги чемпионов. Все остальные команды, участвовавшие в квалификации, включены в розыгрыш Кубка ЕКВ.

## Предварительный этап
20 ноября 2018 — 27 февраля 2019

### Группа А
| М | Команда                              | 1       | 2       | 3       | 4       | И | В | П | С/П   | О  |
| - | ------------------------------------ | ------- | ------- | ------- | ------- | - | - | - | ----- | -- |
| 1 | «Зенит» Казань                       |         | 3:1 3:0 | 3:1     | 3:0 3:1 | 6 | 6 | 0 | 18:4  | 18 |
| 2 | «Халкбанк» Анкара                    | 1:3 0:3 |         | 3:2 3:1 | 0:3 3:1 | 6 | 3 | 3 | 10:13 | 8  |
| 3 | «Кнак» Руселаре                      | 1:3     | 2:3 1:3 |         | 3:2 3:1 | 6 | 2 | 4 | 11:15 | 6  |
| 4 | «Юнайтед Воллейс» Франкфурт-на-Майне | 0:3 1:3 | 3:0 1:3 | 2:3 1:3 |         | 6 | 1 | 5 | 8:15  | 4  |

20.11: Халкбанк — Кнак 3:2 (29:31, 25:23, 22:25, 25:15, 15:9).
21.11: Зенит (К) — Юнайтед Воллейс 3:0 (25:18, 25:17, 25:13).
18.12: Юнайтед Воллейс — Халкбанк 3:0 (25:18, 25:19, 25:23).
20.12: Кнак — Зенит (К) 1:3 (18:25, 25:20, 23:25, 19:25).
15.01: Юнайтед Воллейс — Кнак 2:3 (20:25, 17:25, 25:21, 25:21, 8:15).
16.01: Халкбанк — Зенит (К) 1:3 (15:25, 18:25, 26:24, 22:25).
29.01: Зенит (К) — Кнак 3:1 (20:25, 25:18, 25:18, 25:20).
30.01: Халкбанк — Юнайтед Воллейс 3:1 (25:12, 23:25, 25:22, 25:21).
14.02: Юнайтед Воллейс — Зенит (К) 1:3 (19:25, 21:25, 25:23, 18:25).
14.02: Кнак — Халкбанк 1:3 (22:25, 25:20, 17:25, 19:25).
27.02: Зенит (К) — Халкбанк 3:0 (25:14, 25:22, 28:26).
27.02: Кнак — Юнайтед Воллейс 3:1 (25:22, 25:15, 22:25, 25:15).

### Группа B
| М | Команда                        | 1       | 2       | 3       | 4   | И | В | П | С/П   | О  |
| - | ------------------------------ | ------- | ------- | ------- | --- | - | - | - | ----- | -- |
| 1 | «Кучине-Лубе» Чивитанова-Марке |         | 3:0 3:2 | 3:0 3:1 | 3:0 | 6 | 6 | 0 | 18:3  | 17 |
| 2 | ЗАКСА Кендзежин-Козле          | 0:3 2:3 |         | 1:3 3:1 | 3:0 | 6 | 3 | 3 | 12:10 | 10 |
| 3 | «Азимут» Модена                | 0:3 1:3 | 3:1 1:3 |         | 3:0 | 6 | 3 | 3 | 11:10 | 9  |
| 4 | «Карловарско» Карловы Вары     | 0:3     | 0:3     | 0:3     |     | 6 | 0 | 6 | 0:18  | 0  |

21.11: ЗАКСА — Карловарско 3:0 (25:16, 25:16, 25:17).
22.11: Кучине-Лубе — Азимут 3:0 (25:22, 30:28, 25:22).
19.12: Карловарско — Кучине-Лубе 0:3 (16:25, 18:25, 14:25).
19.12: Азимут — ЗАКСА 3:1 (25:23, 25:21, 22:25, 26:24).
15.01: ЗАКСА — Кучине-Лубе 0:3 (19:25, 17:25, 19:25).
16.01: Азимут — Карловарско 3:0 (26:24, 25:22, 25:17).
31.01: Кучине-Лубе — Карловарско 3:0 (25:16, 25:18, 25:14).
31.01: ЗАКСА — Азимут 3:1 (22:25, 26:24, 25:21, 25:22).
13.02: Азимут — Кучине-Лубе 1:3 (27:25, 26:28, 23:25, 21:25).
13.02: Карловарско — ЗАКСА 0:3 (19:25, 23:25, 18:25).
27.02: Кучине-Лубе — ЗАКСА 3:2 (20:25, 22:25, 34:32, 25:21, 15:12).
27.02: Карловарско — Азимут 0:3 (18:25, 21:25, 19:25).

### Группа C
| М | Команда                 | 1       | 2       | 3       | 4       | И | В | П | С/П   | О  |
| - | ----------------------- | ------- | ------- | ------- | ------- | - | - | - | ----- | -- |
| 1 | «Зенит» Санкт-Петербург |         | 3:2     | 3:0     | 3:2 3:0 | 6 | 6 | 0 | 18:6  | 15 |
| 2 | «Шомон» .               | 2:3     |         | 3:0 3:2 | 3:1     | 6 | 4 | 2 | 16:10 | 13 |
| 3 | «Фридрихсхафен» .       | 0:3     | 0:3 2:3 |         | 3:0 3:2 | 6 | 2 | 4 | 8:14  | 6  |
| 4 | «АКХ Воллей» Любляна    | 2:3 0:3 | 1:3     | 0:3 2:3 |         | 6 | 0 | 6 | 6:18  | 2  |

20.11: Зенит (СП) — Шомон 3:2 (25:22, 20:25, 25:20, 20:25, 16:14).
21.11: Фридрихсхафен — АКХ Воллей 3:0 (36:34, 25:19, 25:15).
18.12: АКХ Воллей — Зенит (СП) 2:3 (19:25, 21:25, 25:19, 25:21, 14:16).
18.12: Шомон — Фридрихсхафен 3:0 (25:15, 25:23, 25:18).
15.01: Шомон — АКХ Воллей 3:1 (25:18, 25:13, 28:30, 28:26).
16.01: Фридрихсхафен — Зенит (СП) 0:3 (17:25, 20:25, 31:33).
30.01: Фридрихсхафен — Шомон 2:3 (19:25, 19:25, 25:22, 25:19, 14:16).
31.01: Зенит (СП) — АКХ Воллей 3:0 (25:19, 25:22, 25:19).
13.02: Шомон — Зенит (СП) 2:3 (24:26, 25:13, 19:25, 25:17, 18:20).
14.02: АКХ Воллей — Фридрихсхафен 2:3 (25:21, 22:25, 16:25, 25:22, 7:15).
27.02: Зенит (СП) — Фридрихсхафен 3:0 (25:22, 25:22, 25:22).
27.02: АКХ Воллей — Шомон 1:3 (17:25, 25:23, 15:25, 16:25).

### Группа D
| М | Команда                   | 1       | 2       | 3       | 4       | И | В | П | С/П   | О  |
| - | ------------------------- | ------- | ------- | ------- | ------- | - | - | - | ----- | -- |
| 1 | «Трефль» Гданьск          |         | 1:3 3:2 | 3:1 3:0 | 3:0     | 6 | 5 | 1 | 16:6  | 14 |
| 2 | «Скра» Белхатув           | 3:1 2:3 |         | 0:3 2:3 | 3:0     | 6 | 3 | 3 | 13:10 | 11 |
| 3 | «Гринъярд» Маасейк        | 1:3 0:3 | 3:0 3:2 |         | 1:3 2:3 | 6 | 2 | 4 | 10:14 | 6  |
| 4 | «Берлин Рециклинг» Берлин | 0:3     | 0:3     | 3:1 3:2 |         | 6 | 2 | 4 | 6:15  | 5  |

20.11: Скра — Трефль 3:1 (21:25, 35:33, 25:19, 26:24).
22.11: Берлин Рециклинг — Гринъярд 3:1 (25:23, 25:22, 18:25, 25:18).
18.12: Гринъярд — Скра 3:0 (25:21, 25:22, 29:27).
19.12: Трефль — Берлин Рециклинг 3:0 (26:24, 25:19, 25:18).
16.01: Берлин Рециклинг — Скра 0:3 (21:25, 22:25, 23:25).
16.01: Трефль — Гринъярд 3:1 (22:25, 25:22, 25:20, 25:22).
30.01: Скра — Гринъярд 2:3 (16:25, 29:27, 25:16, 21:25, 12:15)
30.01: Берлин Рециклинг — Трефль 0:3 (20:25, 21:25, 36:38)
13.02: Гринъярд — Берлин Рециклинг 2:3 (25:22, 25:20, 29:31, 22:25, 13:15).
14.02: Трефль — Скра 3:2 (25:22, 28:26, 21:25, 18:25, 16:14).
27.02: Скра — Берлин Рециклинг 3:0 (27:25, 25:23, 31:29).
27.02: Гринъярд — Трефль 0:3 (20:25, 21:25, 21:25).

### Группа E
| М | Команда              | 1       | 2       | 3       | 4       | И | В | П | С/П  | О  |
| - | -------------------- | ------- | ------- | ------- | ------- | - | - | - | ---- | -- |
| 1 | «Сир Сафети» Перуджа |         | 3:0 3:1 | 3:1 3:0 | 3:1     | 6 | 6 | 0 | 18:4 | 18 |
| 2 | «Динамо» Москва      | 0:3 1:3 |         | 3:0     | 3:0     | 6 | 4 | 2 | 13:6 | 12 |
| 3 | «Тур» Тур            | 1:3 0:3 | 0:3     |         | 3:0 3:2 | 6 | 2 | 4 | 7:14 | 5  |
| 4 | «Аркас» Измир        | 1:3     | 0:3     | 0:3 2:3 |         | 6 | 0 | 6 | 4:18 | 1  |

21.11: Сир Сафети — Динамо 3:0 (25:23, 27:25, 25:21).
21.11: Аркас — Тур 0:3 (20:25, 23:25, 19:25).
18.12: Динамо — Аркас 3:0 (25:23, 25:20, 25:15).
19.12: Тур — Сир Сафети 1:3 (19:25, 25:16, 19:25, 25:27).
15.01: Аркас — Сир Сафети 1:3 (10:25, 19:25, 25:22, 23:25).
17.01: Динамо — Тур 3:0 (27:25, 26:24, 26:24).
29.01: Аркас — Динамо 0:3 (22:25, 16:25, 18:25)
30.01: Сир Сафети — Тур 3:0 (25:20, 25:20, 25:19)
12.02: Тур — Аркас 3:2 (25:21, 25:16, 20:25, 22:25, 15:12).
13.02: Динамо — Сир Сафети 1:3 (25:22, 21:25, 20:25, 23:25).
27.02: Сир Сафети — Аркас 3:1 (25:21, 25:22, 25:27, 25:16).
27.02: Тур — Динамо 0:3 (23:25, 17:25, 31:33).

### Итоги
По итогам предварительного этапа в четвертьфинал плей-офф вышли победители групп («Зенит» Казань, «Кучине-Лубе», «Зенит» Санкт-Петербург, «Трефль», «Сир Сафети») и три лучшие команды из числа занявших в группах вторые места («Шомон», «Скра», «Динамо» Москва).

## Четвертьфинал
12—14/ 19—21 марта 2019.
 «Шомон» —  «Сир Сафети» (Перуджа)
14 марта. 2:3 (21:25, 31:29, 25:17, 19:25, 14:16).
20 марта. 0:3    (21:25, 16:25, 17:25).
 «Трефль» (Гданьск) —  «Зенит» (Казань)
13 марта. 2:3 (19:25, 25:23, 23:25, 25:23, 13:15).
19 марта. 3:2 (25:23, 25:23, 23:25, 27:29, 17:15). «Золотой» сет — 12:15.
 «Скра» (Белхатув) —  «Зенит» (Санкт-Петербург)
14 марта. 3:1 (25:18, 13:25, 25:22, 25:18).
20 марта. 1:3 (22:25, 25:21, 20:25, 20:25). «Золотой» сет — 15:11.
 «Динамо» (Москва) —  «Кучине-Лубе» (Чивитанова-Марке)
12 марта. 2:3 (10:25, 25:23, 25:23, 18:25, 13:15).
21 марта. 0:3 (16:25, 21:25, 21:25).

## Полуфинал
3/ 10 апреля 2019.
 «Сир Сафети» (Перуджа) —  «Зенит» (Казань)
3 апреля. 2:3 (22:25, 26:24, 25:27, 25:20, 13:15).
10 апреля. 1:3 (25:22, 23:25, 23:25, 24:26).
 «Скра» (Белхатув) —  «Кучине-Лубе» (Чивитанова-Марке)
3 апреля. 0:3 (14:25, 20:25, 13:25).
10 апреля. 0:3 (15:25, 20:25, 25:27).

## Финал
| 18 мая 2019 | \| «Кучине-Лубе» (Чивитанова-Марке) \| 3:1 cev.eu \| «Зенит» (Казань) \| \| Йоанди Леаль (15) Драган Станкович (6) Бруно Резенде Османи Хуанторена (14) Робертланди Симон (9) Цветан Соколов (17) Фабио Балазо (либеро) Диего Кантагалли Стейн д'Хюлст Энрико Диамантини Иржи Коварж \| Голы \| Артём Вольвич (3) Александр Бутько Мэттью Андерсон (12) Вадим Лихошерстов (5) Максим Михайлов (10) Эрвин Нгапет (14) Алексей Вербов (либеро) Андрей Сурмачевский Лоран Алекно Никита Алексеев (1) Алексей Самойленко (3) \| | Берлин Спорткомплекс имени Макса Шмелинга 9200 зрителей |
| Счёт по партиям — 16:25, 25:15, 25:12, 25:19. Время матча — 1 час 39 минут. Судьи: Юрай Мокры, Эрдал Акынджи.                                                                                            | | |
| «Кучине-Лубе» (Чивитанова-Марке) | 3:1 cev.eu | «Зенит» (Казань) |
| Йоанди Леаль (15) Драган Станкович (6) Бруно Резенде Османи Хуанторена (14) Робертланди Симон (9) Цветан Соколов (17) Фабио Балазо (либеро) Диего Кантагалли Стейн д'Хюлст Энрико Диамантини Иржи Коварж | Голы | Артём Вольвич (3) Александр Бутько Мэттью Андерсон (12) Вадим Лихошерстов (5) Максим Михайлов (10) Эрвин Нгапет (14) Алексей Вербов (либеро) Андрей Сурмачевский Лоран Алекно Никита Алексеев (1) Алексей Самойленко (3) |

## Итоги

### Положение команд
| «Кучине-Лубе» (Чивитанова-Марке) |
| «Зенит» (Казань)                 |

### Призёры
«Кучине-Лубе» (Чивитанова-Марке): Цветан Соколов, Иржи Коварж, Стейн д'Хюлст, Андреа Маркизио, Османи Хуанторена Портуондо, Джакопо Массари, Драган Станкович, Энрико Диамантини, Йоанди Леаль Идальго, Диего Кантагалли, Энрико Честер, Робертланди Симон Атьес, Бруно Мосса ди Резенде, Фабио Балазо. Главный тренер — Фердинандо Ди Джорджи.
  «Зенит» (Казань): Мэттью Андерсон, Андрей Сурмачевский, Артём Вольвич, Лоран Алекно, Вадим Лихошерстов, Никита Алексеев, Эрвин Нгапет, Алексей Кононов, Валентин Кротков, Александр Бутько, Алексей Самойленко, Алексей Спиридонов, Алексей Вербов, Максим Михайлов. Главный тренер — Владимир Алекно.

### Индивидуальные призы
- MVP финала

Османи Хуанторена Портуондо («Кучине-Лубе»)